# أسليح
الأسليح (الاسم العلمي Malcolmia grandiflora) نوع نبات من جنس الشلوة ينتمي إلى الفصيلة الصليبية.